# Ilex suzukii
Ilex suzukii — вид квіткових рослин з родини падубових.

## Морфологічна характеристика
Це вічнозелене невелике дерево чи кущ 3–8 метрів заввишки. Молоді гілочки поздовжньо-ребристі, голі; гілочки третього року чорні, з сочевичками. Листя на гілках першого-четвертого року. Ніжка листка 4–7 мм, адаксіально (верх) вузько борозенчаста, гола. Листова пластина адаксіально зелена, злегка блискуча, еліптична, 2.5–5.5 × 1–2.2 см, обидві поверхні голі, край цільний, верхівка тупа або коротко загострена. Плід каштановий, блискучий, кулястий, ≈ 5 мм у діаметрі. Плодить у серпні.

## Поширення
Ареал: Тайвань. Населяє світлі ліси, пагорби; середні висоти.